# Tonkawas
Cet article concerne le peuple tonkawa. Pour la langue tonkawa, voir tonkawa.
Les Tonkawas sont un peuple amérindien d'Amérique du Nord, vivant dans les États actuels de l'Oklahoma et du Texas. Leur langue, le tonkawa, est éteinte depuis le début du XXe siècle.

## Histoire
Les Tonkawas ont des contacts avec les explorateurs espagnols dès les années 1530.
En 1782, El Mocho, un ancien apache capturé par les Tonkawas et devenu chef, tente d'unir les Apaches et les Tonkawas contre les Espagnols. Il est plus tard capturé par les Espagnols puis exécuté.
En 1855, il est attribué aux Tonkawas deux petites réserves situées près du fleuve Brazos au Texas mais en 1859, à cause de l'empiètement des colons anglo-américains, les Tonkawas sont transférés dans le Territoire indien (actuel Oklahoma). Au cours de la guerre de Sécession, certains tonkawas servent d'éclaireurs pour l'armée confédérée et en 1862, près de la moitié de la tribu est tuée par un groupe de guerriers amérindiens pro-Union au cours du massacre tonkawa. Les survivants fuient au Texas où ils restent jusqu'en 1884, date à laquelle les autorités leur trouvent un nouvel emplacement dans le Territoire indien.